# Vitali Tchourkine
Vitali Ivanovitch Tchourkine (en russe : Вита́лий Ива́нович Чу́ркин), né le 21 février 1952 à Moscou et mort le 20 février 2017 à New York, est un diplomate russe, ambassadeur de la fédération de Russie auprès de l'Organisation des Nations unies à New York de 2006 à sa mort.
Il était le représentant permanent de la Russie au Conseil de sécurité des Nations unies et avait le rang d'ambassadeur extraordinaire et plénipotentiaire.

## Biographie
Vitali Tchourkine naît à Moscou, fils unique d'un ingénieur en aéronautique. Il poursuit ses études secondaires à l'école no 56 avec enseignement renforcé en anglais, langue qu'il maîtrise parfaitement depuis cette époque, ayant bénéficié en plus d'une répétitrice privée d'origine britannique. À l'âge de onze ans, il est choisi pour tourner dans le film Le Cahier bleu, puis en 1964 dans Zéro trois et surtout dans le film de Marc Donskoï, Le Cœur d'une mère, en 1965. Il monte à cheval et fait partie d'équipes sportives équestres junior.
Il entre au prestigieux MGuIMO en 1969 dans la même promotion qu'Andreï Kozyrev et Andreï Denissov. Il sort diplômé de l'institut en 1974. Outre l'anglais qu'il parle parfaitement, il parle aussi le français et a pris des leçons de mongol.
De 1974 à 1979, il travaille comme interprète au ministère des Affaires étrangères. Il est interprète aux négociations sur la limitation des armements stratégiques de Genève. Ensuite il est nommé troisième secrétaire au département des États-Unis du ministère des Affaires étrangères. En 1982, il est à l'ambassade d'URSS à Washington en tant que deuxième, puis premier secrétaire, jusqu'en 1987. De 1987 à 1989, Vitali Tchourkine est référent du département international du Comité central du Parti communiste de l'Union soviétique. De 1989 à 1990, il est secrétaire de presse au ministère des Affaires étrangères.
Après l'écroulement de l'URSS, il devient chef du département de l'information du ministère des Affaires étrangères de la nouvelle fédération de Russie.
Il est nommé vice-ministre des Affaires étrangères en 1992. De 1994 à 1998, Vitali Tchourkine est ministre plénipotentiaire et extraordinaire de la Russie au royaume de Belgique et représentant permanent au siège de l'OTAN à Bruxelles. De 1998 à 2003, il est ministre plénipotentiaire et extraordinaire à l'ambassade de Russie à Ottawa.
De 2003 à 2006, Vitali Tchourkine est envoyé spécial du ministère des Affaires étrangères. Il est nommé le 8 avril 2006 représentant permanent de la Russie au conseil de sécurité des Nations unies et auprès de l'Organisation des Nations unies, succédant à Andreï Denissov.
Il jouit d'une grande liberté de parole et s'exprime sur les grands sujets comme le ministre des Affaires étrangères, Sergueï Lavrov. Il innove en donnant régulièrement des conférences de presse ou des interviews à la presse étrangère, ce que ne faisaient pas ses prédécesseurs. Il s'exprime particulièrement en août 2008 pendant la crise russo-géorgienne en s'opposant aux points de vue des puissances occidentales et en effectuant une certaine pédagogie vis-à-vis des journalistes occidentaux.
Il a utilisé le droit de veto de la Russie au conseil de sécurité, le 4 février 2012 à propos du conflit syrien, en même temps que la Chine. En 2015, la Russie, représentée à l'ONU par Tchourkine, a mis son veto à la proposition du Royaume-Uni de reconnaître « le crime de génocide commis à Srebrenica » par les Serbes.
Vitali Tchourkine était père d'un fils et d'une fille.
Les circonstances de sa mort dans les locaux de l'ambassade russe à l'ONU ne sont toujours pas détaillées.